# Stühe

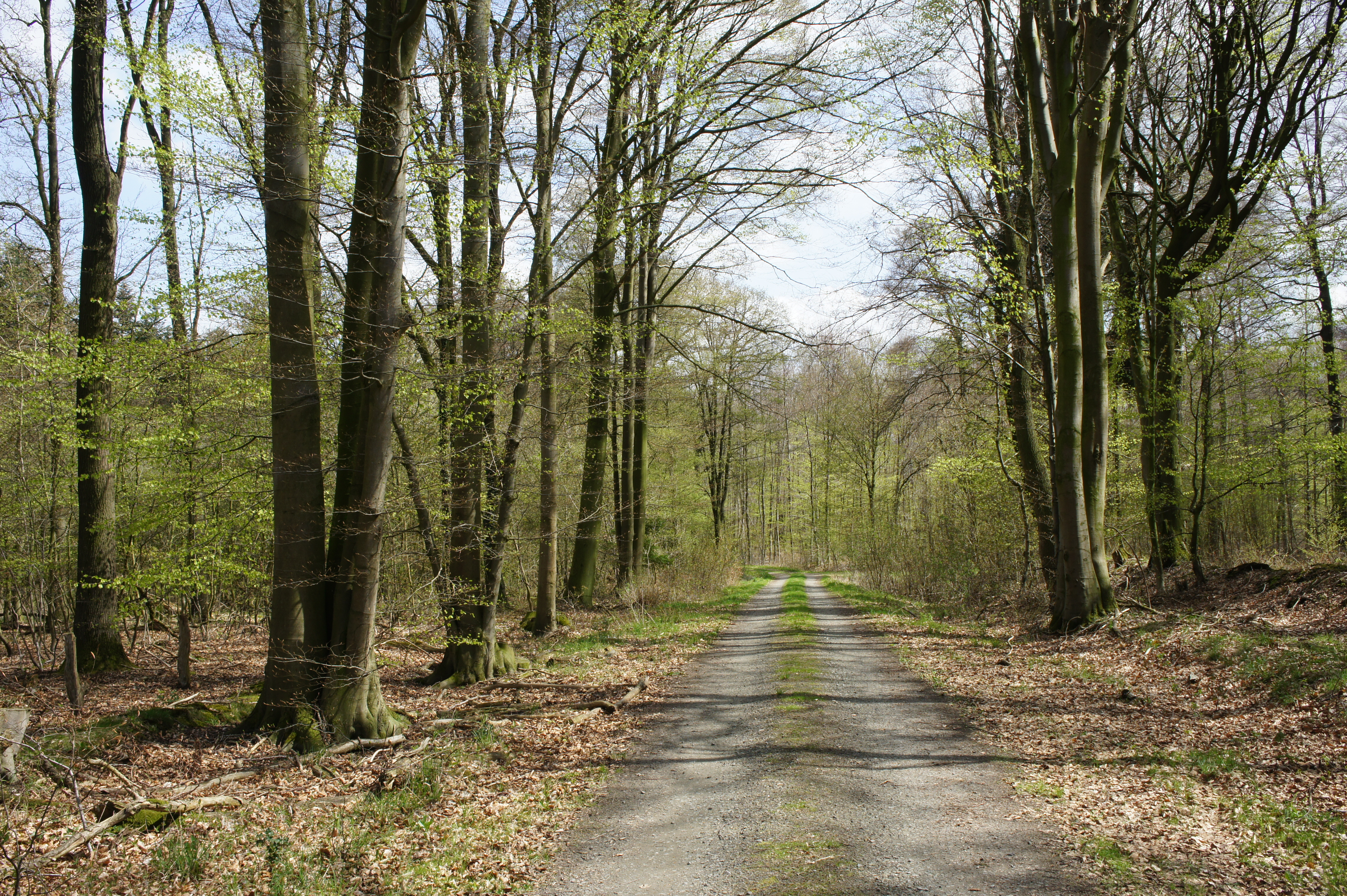
Buchenwald im Stühe

Der Stühe (auch Stüher Wald oder Stüher Forst) ist ein Waldgebiet im niedersächsischen Landkreis Oldenburg.

## Lage
Das Waldgebiet Stühe liegt fast ausschließlich im nordöstlichen Bereich der Gemeinde Dötlingen, nördlich und nordöstlich des Dötlinger Ortsteils Klattenhof. Kleinere östlich gelegene Teile liegen auf dem Gebiet der Gemeinde Ganderkesee. Am östlichen Rand fließt die Immer Bäke, ein 5 km langer rechter Nebenfluss der Welse. Durch den Wald verläuft die K 327, die 2016 verbreitert und mit einem Radweg versehen wurde.
Der Wald ist bei einer Ausdehnung in Ost-West-Richtung von etwa 2,8 km und in Nord-Süd-Richtung von 0,8 bis 1,5 km circa 300 Hektar groß. Dazu kommen noch die zur Revierförsterei gehörenden, nördlich an den Stühe angrenzenden Welsburger Wiesen mit etwa 40 Hektar.

## Bedeutung
Der größte Teil des Waldes ist als Naturschutzgebiet „Stühe“ ausgewiesen, der Rest ist Teil des Landschaftsschutzgebietes „Welsetal und Stühe“. Neben seiner Bedeutung für die Forstwirtschaft ist das Waldgebiet für die Naherholung wichtig. Nach Eröffnung der Bahnstrecke Delmenhorst–Hesepe 1898 wurde der Bahnhof von Immer beim Stühe das Ziel von Delmenhorstern und Bremern, die hierher ihren Sonntagsausflug machten. Noch im gleichen Jahr öffnete gegenüber dem Bahnhof der „Gasthof Witte“. In den nächsten Jahren wurden zwei weitere Gasthäuser am Waldrand gebaut, zum einen das „Waldschlösschen“ in Immer (heute Alten- und Pflegeheim „Haus am Wald“) und im Westen am Bassumer Weg der Gasthof „Zum Hasen Ahlers“. Nach dem Zweiten Weltkrieg hörte der Ausflugsverkehr gänzlich auf, so dass die zwei letztgenannten schließen mussten.
Im Februar 1962 kamen sechs Stück Damwild, die aus der Eilenriede in Hannover stammen, in ein Eingewöhnungsgatter im Stühe. Es folgte noch ein weiteres Tier. Diese wurden Ende des Jahres 1962 in die Freiheit entlassen. Der heutige Bestand wird auf etwa 80 Tiere geschätzt.
Durch den Stühe verläuft der Hasen-Ahlers-Weg. Er wurde benannt in Erinnerung an den „Aussteiger“ und Wilddieb Hasen-Ahlers (1831–1913), der dort viele Jahre in einem Schafkoben lebte.

## Naturschutzgebiet
Der größte Teil des Waldes steht seit dem 22. Dezember 2018 unter Naturschutz. Das Naturschutzgebiet mit dem Kennzeichen NSG WE 312 ist circa 217 Hektar groß. Es ist nahezu deckungsgleich mit dem gleichnamigen FFH-Gebiet. Die Teile des Landschaftsschutzgebietes „Welsetal und Stühe“ im Geltungsbereich der Naturschutzverordnung gingen im Naturschutzgebiet auf. Weiterhin gingen zwei Naturdenkmäler, das ND137 „Margaretenmoor“, ein Birkenmoorwald in einer vermoorten Senke, und das ND138 „Schlatt im Stühe“, ein am Waldrand gelegenes Schlatt mit einer Torfmoosdecke, im Naturschutzgebiet auf. Zuständige untere Naturschutzbehörde ist der Landkreis Oldenburg.
Die Wälder im Naturschutzgebiet werden vielfach von Hainsimsen-Buchenwald dominiert. Dazu kommen Sternmieren-Eichen-Hainbuchenwald und Eichenwald. Kleinflächig sind Moorwald sowie ein als Auwald ausgeprägter Bereich und Wallhecken vorhanden. Die Wälder verfügen über einen hohen Alt- und Totholzanteil.
In den Buchenwäldern dominiert die Rotbuche. Dazu kommt in geringem Anteil die Stieleiche. In der Krautschicht sind u. a. Waldflattergras, Drahtschmiele, Pillensegge, Waldsauerklee, Heidelbeere und Frauenhaarmoos zu finden. Die Eichenwälder werden je nach Ausprägung von Stieleiche und Hainbuche dominiert. Dazu gesellen sich z. B. Rotbuche und Flatterulme. In der Strauchschicht siedeln Stechpalme sowie Flatterulme in als Eichen-Hainbuchenwald bzw. Faulbaum in als bodensaurem Eichenwald ausgeprägten Bereichen. Die Krautschicht wird u. a. von Buschwindröschen, Gewöhnlichem Hexenkraut, Großer Sternmiere, Waldgeißblatt, Rankendem Lerchensporn, Goldnessel und Pillensegge bzw. Drahtschmiele, Siebenstern, Heidelbeere, Adlerfarn und Pfeifengras gebildet.
Die kleinflächig vorkommenden Moorwälder werden von Moorbirke und Faulbaum dominiert. In der Krautschicht siedeln verschiedene Torfmoose sowie Schnabelsegge, Schmalblättriges und Scheidiges Wollgras. Außerdem sind Binsen- und Simsen- und Seggenriede ausgebildet. Der als Auwald ausgeprägte Bereich wird von Schwarzerle und Gemeiner Esche mit Rasenschmiele in der Krautschicht dominiert.
Insbesondere im Norden des Stühe sind an das Waldgebiet angrenzende Niederungsbereiche in den Geltungsbereich der Naturschutzverordnung einbezogen. Sie werden von als Wiese genutztem Grünland mit Wiesenfuchsschwanz, Scharfem Hahnenfuß, Wiesenschaumkraut und Wiesenlabkraut eingenommen. In diesen Grünlandbereichen und randlich im Stühe sind Stillgewässer zu finden. Hier siedeln u. a. Schwimmendes Laichkraut, Vielwurzelige Teichlinse, Weiße Seerose und Froschlöffel.
Nach Süden grenzen überwiegend weitere Waldgesellschaften des Stühe an das Naturschutzgebiet, nach Norden grenzt es überwiegend an landwirtschaftliche Nutzflächen. Im Osten grenzt das Naturschutzgebiet an die Bahnstrecke Delmenhorst–Hesepe. Die durch das Waldgebiet verlaufende Kreisstraße quert auch einen Teil des Naturschutzgebietes.

## Der Freeschenboom

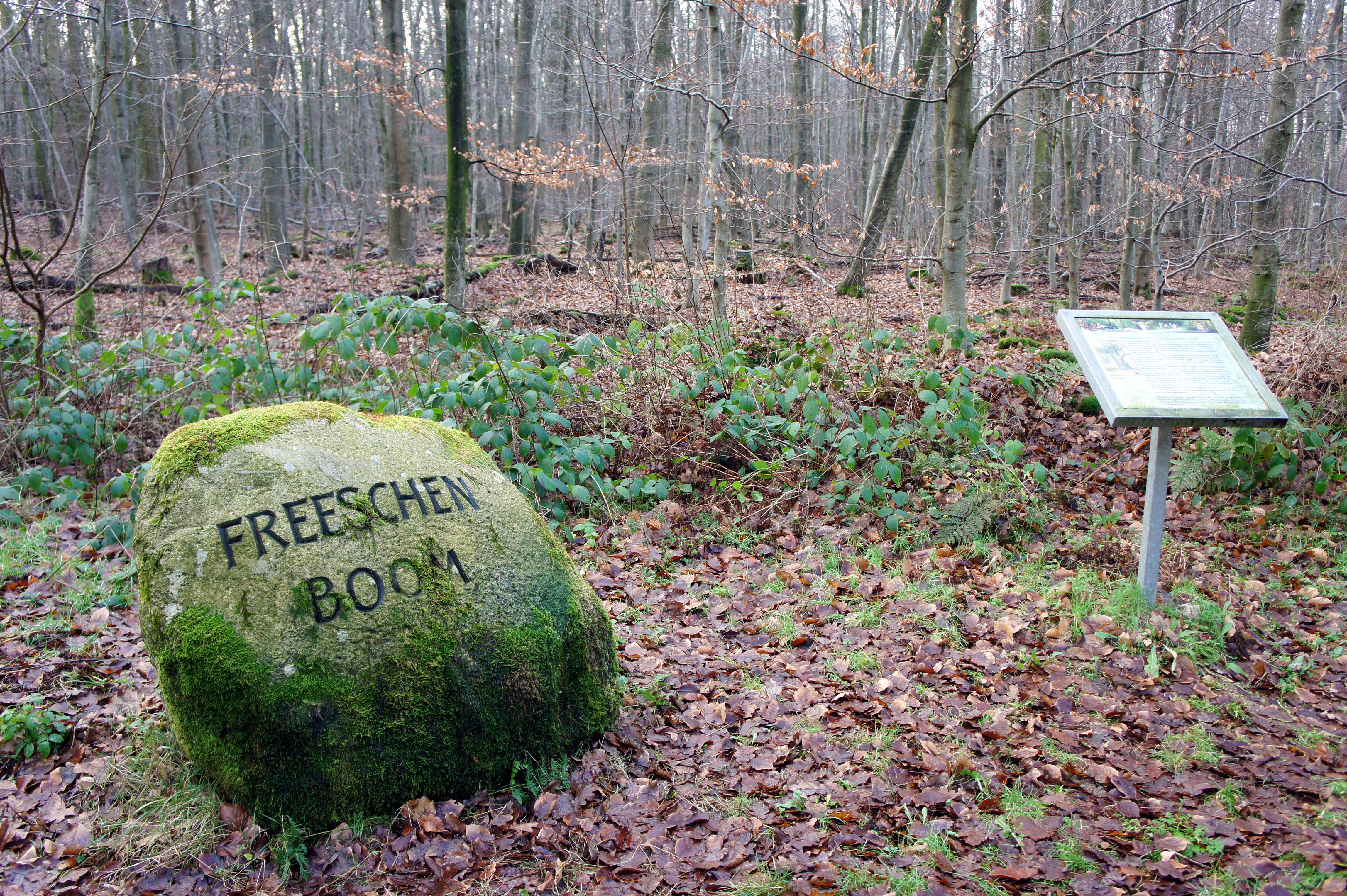
Erinnerung an den Freeschenboom

Im Stühe, am Abzweig Richtung Bergedorf, stand der Freeschenboom, auch Frieseneiche genannt. Die jahrhundertealte, riesige Eiche, deren Stammumfang am Boden 10 Meter maß, brach im Mai 1889 unter ihrem eigenen Gewicht zusammen. Hier versammelten sich früher alljährlich die Hollandgänger, um in Gruppen gemeinsam nach Holland zu gehen. Wer zuhause kein Einkommen hatte, versuchte dort sein Brot als Grasmäher, Torfstecher oder Seemann zu verdienen.
Im April 1981 wurde zur Erinnerung an die Frieseneiche und die Hollandgänger von der Dorfgemeinschaft Klattenhof und dem Revierförster die jetzige Eiche gepflanzt.

## Der Stüher Wald in der Kunst
Der Landschaftsmaler und Illustrator Louis Preller (1822–1901), ein Schüler des Weimarer Malers Friedrich Preller d. Ä., schuf den Holzstich Reiherforst im Walde Stühe im Oldenburgischen. Die Zeichnung erschien 1865 in der Leipziger Illustrirten Zeitung, einer deutschlandweit verbreiteten Wochenschrift mit hoher Auflage.